# Danilo Šerbedžija
Danilo Šerbedžija (nascut el 1971) és un director de cinema croat. La seva pel·lícula debut, Sedamdeset i dva dana (2010), va ser seleccionada com a entrada croata per la Millor pel·lícula en llengua estrangera als Premis Oscar de 2011, però no va arribar a la llista final.
El pare de Danilo Šerbedžija, Rade, i la seva germana, Lucija, són actors.

## Filmografia
- Sedamdeset i dva dana (2010)
- Osloboduvanje na Skopje (2016)
- Tereza37 (2020)
- Dražen (2024)